# Watertown, Wisconsin
Watertown är en ort i Dodge County och Jefferson County i delstaten Wisconsin, USA.